# Rauhfaser (Band)
Rauhfaser ist eine deutsche Alternative-Rock-Band aus Stuttgart.

## Geschichte
Bereits 1990 lernten sich die Musiker Zam Helga, Morscher und die Modedesign-Studentin Tira in der Stuttgarter Kneipe Exil kennen. Zam Helga ist in der Musikgruppe Helga Pictures und Morscher bei Problem tätig, weshalb es zu einer musikalischen Zusammenarbeit erst Jahre später kommt. Ende der 1990er bilden die Drei schließlich die Gruppe Rauhfaser.
Udo Kier, der persönliches Interesse an der Musik von Rauhfaser hegte, wirkte im Musikvideo zur ersten Single Die Schöne und das Biest als Darsteller mit. Ein Jahr später verschaffte er der Band einen Auftritt in seinem Film Broken Cookies. Im Herbst 2000 erschien das erste Album Netropol (bei dem Label Marlboro/BMG), das neben Rock-Elementen auch Experimentelles und Elektro bietet. Die Liedtexte sind allesamt deutsch. Kritikerlob, Auftritte im Musikfernsehen und zwei weitere Singleauskopplungen folgen (davon Sheila mit einem Oomph!-Remix). 2002 begannen die Arbeiten am Nachfolgealbum, welche jedoch nicht abgeschlossen wurden. Obwohl die Gruppe nie offiziell aufgelöst wurde, liegt das Projekt nun seit 2004 auf Eis. Sänger und Gitarrist Zam Helga arbeitete seit 2005 an zwei Soloalben.

## Diskografie

### Alben
- 2000: Netropol

### Singles
- 1999: Die Schöne und das Biest
- 2000: Wenn die Liebe ein Engel ist
- 2000: Sheila